# Астафьев, Василий Михайлович
Васи́лий Миха́йлович Аста́фьев (26 октября 1919, Воронцовские Отруба, Тамбовская губерния — 7 марта 2022, Пермь, Россия) — советский офицер и общественный деятель, участник советско-финской и Великой Отечественной войн, в годы Великой Отечественной войны — заместитель командира 104-го гвардейского отдельного сапёрного батальона 89-й гвардейской стрелковой дивизии 37-й армии Степного фронта, гвардии капитан.
Герой Советского Союза (20 декабря 1943), был полковником запаса с 1966 года.

## Биография
Родился 26 октября 1919 года в деревне Вороновы-Отруба (ныне — Токарёвского района Тамбовской области) в крестьянской семье. Русский. В 1936 году окончил 7 классов, в 1938 году — рабфак Тамбовского педагогического института, работал сельским учителем.
В Красной армии с 1939 года. Участник советско-финской войны 1939—1940 годов. В 1941 году окончил Борисовское военно-инженерное училище. С началом Великой Отечественной войны на фронте. Воевал на Юго-Западном, Степном, 2-м Украинском, 1-м Белорусском фронтах. Член ВКП(б) с 1943 года. Был командиром сапёрного взвода, роты, батальона стрелковой дивизии. Участвовал в боях под Москвой и Сталинградом, в Орловско-Курской, Яссо-Кишинёвской, Висло-Одерской и Берлинской операциях.
Заместитель командира 104-го гвардейского отдельного сапёрного батальона (89-я гвардейская стрелковая дивизия, 37-я армия, Степной фронт) гвардии капитан Василий Астафьев особо отличился при форсировании реки Днепр 1—6 октября 1943 года южнее города Кременчуг Полтавской области Украины.
Под непрерывным вражеским огнём гвардии капитан Астафьев В. М. руководил переправой стрелковых подразделений. В результате, было переправлено двадцать 76-миллиметровых и сорок 45-миллиметровых пушек, тридцать восемь миномётов, двадцать станковых пулемётов, одна тысяча шестьсот двадцать пять бойцов.
Указом Президиума Верховного Совета СССР от 20 декабря 1943 года за образцовое выполнение боевых заданий командования на фронте борьбы с немецко-фашистскими захватчиками и проявленные при этом мужество и героизм гвардии капитану Астафьеву Василию Михайловичу присвоено звание Героя Советского Союза с вручением ордена Ленина и медали «Золотая Звезда» (№ 1443).
После войны В. М. Астафьев продолжал службу в армии. В 1950 году он окончил Высшую офицерскую инженерную школу (посёлок Нахабино Московской области). В 1950—1951 годах — полковой инженер дивизии ПВО в Киеве. В 1951—1960 годах — инженер зенитного артиллерийской дивизии ПВО в Магнитогорске. В 1960—1966 годах — начальник инженерной службы 20-го корпуса ПВО (Пермь) Уральской армии ПВО. С 1966 года полковник Астафьев В. М. — в запасе.
Жил в городе Перми. С 1967 года по 1987 год работал в Пермском областном дорожном управлении, объединённой дирекции строящихся дорог «Пермавтодор». В 1989 году избран народным депутатом СССР, являлся членом Всесоюзного Совета ветеранов войны и труда, Пермской секции ветеранов Великой Отечественной войны, командующий областными военно-спортивными играми «Зарница» и «Орлёнок». В декабре 1991 года был одним из тех, кто подписал обращение к Президенту СССР и Верховному Совету СССР с предложением о созыве чрезвычайного Съезда народных депутатов СССР.
С 1991 года полковник в отставке Василий Михайлович Астафьев являлся председателем, с 1994 года — почётным председателем Пермского областного отделения Российского фонда мира.
Скончался 7 марта 2022 года на 103-м году жизни.

## Награды и звания
РФ
- Орден Дружбы (25 октября 1999)[7]

СССР
- Медаль «Золотая Звезда» Героя Советского Союза (№ 1443)
- Орден Ленина
- Орден Красного Знамени
- Орден Александра Невского
- Орден Отечественной войны I степени
- Два ордена Красной Звезды
- Медали, в том числе:
  - «За отвагу»
  - «За боевые заслуги»
  - «За оборону Москвы»
  - «За оборону Сталинграда»
  - «За победу над Германией в Великой Отечественной войне 1941—1945 гг.»
  - «За взятие Берлина»
  - «За освобождение Варшавы»
  - «Ветеран труда»
  - «Ветеран Вооружённых Сил СССР»
  - «За безупречную службу» I степени
- Почётный гражданин Перми (1996)
- Почётный гражданин Пермского края (1997)
- Лауреат Строгановской премии в номинации «За честь и достоинство» (2015)